# ان‌جی‌سی ۴۱۲۱
ان‌جی‌سی ۴۱۲۱ (انگلیسی: NGC 4121) نام یک کهکشان در صورت فلکی اژدها است.